# François Buchet
Pour les articles homonymes, voir Buchet.
François Louis Julien Buchet est un militaire français ayant servi durant la Révolution française, le Premier Empire et la Restauration, né le 16 avril 1777 à Ernée et mort le 3 octobre 1868 à Toulon. Il est élevé au rang de baron en 1829.

## Biographie

### Origine
François Buchet est né à Ernée, où son père portant le même prénom était notaire royal.
Il étudie en vue de la succession de l'office de son père, et faisait ses humanités, au moment où la Révolution française amèna la fermeture des collèges, et change sa destinée.

### Révolution française

#### République
Il effectue son apprentissage militaire dans la Garde nationale d'Ernée. À Laval, où se forme un rassemblement de gardes nationales contre l'Armée catholique et royale qui venait de passer la Loire, il effectue, comme canonnier volontaire, ses premières armes. Il prend part lors de la guerre de Vendée à la Bataille de Laval contre l'Armée catholique et royale, le 22 octobre 1793.

#### Marine
Il délaisse sa région, en proie aux guerres civiles, pour devenir engagé volontaire dans la marine. Il entre dans la carrière militaire le 9 octobre 1797, et est reçu comme novice à bord du ponton Le Fort. Le 15 octobre 1797, il passe sur la canonnière La Lise, comme aide timonier, chargé de la comptabilité. 
Du 8 mars 1798, jusqu'au 5 octobre 1799, il remplit les  fonctions de commis extraordinaire de la marine à Lorient. 
Il demande alors à passer dans l'armée de terre en 1799. On lui propose d'entrer comme fourrier dans l'artillerie de marine ; mais il veut alors rejoindre l'armée de réserve qui entre en Italie, et traversant la France, il est incorporé comme simple soldat, au passage du Col du Simplon, dans la 44e demi-brigade d'infanterie. 
Il effectue la Campagne d'Italie qui se termine par la Bataille de Marengo, le 14 juin 1800.

### La Guadeloupe
Après la bataille de Marengo, il obtint un congé, sur la demande du général Antoine de Béthencourt, commandant les troupes d'expédition de la Guadeloupe
Sous la période du consulat, il est envoyé le 22 mars 1801 en Guadeloupe où il devient secrétaire du général Antoine de Béthencourt. Le 30 mai 1801, il est nommé sous-lieutenant au 5e bataillon d'infanterie de la Guadeloupe, d'où il est détaché comme aide de camp, successivement auprès du général Antoine de Béthencourt, commandant les troupes, et le 7 août 1801 de Jean-Baptiste Raymond de Lacrosse, capitaine-général de la colonie. 
Après la mort du général Antoine de Béthencourt, le capitaine général Jean-Baptiste Raymond de Lacrosse s'était réservé le commandement des troupes, au lieu de le confier provisoirement au colonel Magloire Pélage. Lacrosse refuse que l'intérim soit exercé par un officier mulâtre et le premier Consul le nomme capitaine général de la Guadeloupe.
La révolte éclate à la Grande-Terre, pendant que Lacrosse était à la Basse-Terre. La succession d'Antoine de Béthencourt est à l'origine de la révolte de 1801 des officiers métis et mulâtres Magloire Pélage, Louis Delgrès et leurs compagnons, qui se termine par la reprise de l'esclavage.
Le 1er novembre 1801, Lacrosse est capturé pendant une reconnaissance qu'il faisait en dehors de la ville de la Pointe-à-Pitre.
Au mois de mars 1802, Buchet devient aide de camp du général Antoine Richepanse dans l'armée expéditionnaire de la Guadeloupe, avec le grade de lieutenant. Il participe alors à une expédition sanglante (66 % de perte dans le corps expéditionnaire) qui réussit de justesse à imposer, contre des troupes françaises locales de couleur, un rétablissement de l'esclavage en Guadeloupe par voie de fait (28 mai 1802).
Il est promu capitaine d'infanterie le 18 décembre 1802.

### L'Empire

#### Grande Armée
Il revient en France le 6 juillet 1803, et est nommé adjoint à l'état-major de l'armée des côtes de l'Océan le 30 août 1803. Devenu aide de camp du général Pierre-Augustin Hulin, le 28 octobre 1805, il effectue dans la Grande Armée, les campagnes de 1805, 1806 et 1807.
Le 10 septembre 1807, il est promu chef de bataillon, à la suite de la Campagne de Prusse et de Pologne.

#### Guerre d'indépendance espagnole
Le 20 mars 1808, il est nommé à l'état-major du Joachim Murat, Grand-duc de Berg et de Clèves, à Bayonne. Là, il y reçoit la mission délicate d'aller en Espagne étudier la situation de ce pays auquel Napoléon Ier veut déclarer la guerre. Son rapport impressionne Henri-Jacques-Guillaume Clarke, ministre de la guerre, qui renvoie son auteur à l'empereur Napoléon Ier avec ordre de ne pas lui cacher la vérité. 
Le 2 mai 1808, jour du Soulèvement du Dos de Mayo, le commandant Buchet est dépêché en courrier par Joachim Murat, afin d'informer le général Jean-Andoche Junot, gouverneur du Portugal, des événements survenus en Espagne, et de lui demander une démonstration de forces sur la frontière.
Buchet s'acquitte de cette difficile mission pendant la Guerre d'indépendance espagnole. Le trajet est périlleux. Buchet, arrêté à Maqueda, manque d'être égorgé. À la Bataille de Talavera, il se réfugie au milieu du régiment le Prince, cavalerie. À Mérida, il force le commandant d'un bataillon de gardes vallonnes à le protéger. À Badajos, il est l'objet d'une rumeur parmi le peuple attroupé. 
Buchet devient, le 24 octobre 1808, adjoint au chef d'état-major du 4e corps de l'armée d'Espagne.

#### Italie
Peu après, il quitte l'Espagne pour être muté le 15 mai 1809 au 13e régiment d'infanterie de ligne, alors en campagne en Italie. À Vicence, il sauve la ville du pillage en faisant, malgré l'ordre du commandant, une sortie contre les insurgés. 
Le 22 juin 1811, il est promu major en second au 84e régiment d'infanterie de ligne, il marche avec son régiment pour faire la Campagne de Russie. Nommé le 18 février 1812 major au 22e régiment d'infanterie légère, il doit se rendre à ce régiment de Varsovie à Naples.

#### Campagne de Russie
D'Italie, il part en 1812 pour la Campagne de Russie. Après les désastres de la campagne, le major Huchet reçoit ordre de rejoindre les bataillons de guerre sur l'Elbe. Il arrive à 
temps pour prendre part à la Bataille de Bautzen, où il est décoré de la croix d'officier de la Légion d'honneur. Le 13 septembre 1813, il est promu colonel du 6e régiment d'infanterie de ligne. 
Il défend héroïquement à la bataille de Leipzig une des dernières positions pour donner au maréchal Étienne Macdonald le temps d'opérer sa retraite. Tombé au pouvoir des Russes avec les restes de son régiment, il est fait prisonnier, le 19 octobre 1813 lors de la bataille de Leipzig. Il refuse avec mépris l'offre que lui effectue le prince Bernadotte de lui épargner la prison, et préfère partager le sort de ses frères d'armes, emprisonné en Russie.

#### Cent-Jours
Libéré de captivité en juin 1814, il est placé en non-activité, lors de la première Restauration. Pendant les Cent-Jours, il est nommé colonel du 35e régiment d'infanterie de ligne qui est affecté au corps d'observation du Var, où il maintient l'ordre avec fermeté.

### Restauration
Le 6 décembre 1815, lors de la seconde Restauration, il est remis en non-activité mais il est rappelé le 1er septembre 1819 pour prendre le commandement la légion de l'Ardèche. Le 22 juin 1823, il est promu maréchal de camp et prend part à l'expédition d'Espagne, s'illustre au combat de Campillo de Arenas et est blessé lors du combat de Lorca.
Il commande plus tard une brigade lors de la Conquête de l'Algérie par la France et se signale au Combat du col de Mouzaïa. 
Il intervient pendant en 1834 lors de la Révolte des canuts et reçoit de la ville de Lyon, en reconnaissance, une épée d'honneur. 
En 1835, il est nommé général de division, grand officier de la Légion d'honneur. Il est nommé pair de France le 9 juillet 1835.
Le 8 avril 1842, il est maintenu lieutenant général

### Toulon
À l'avènement de Louis-Napoléon Bonaparte, il renonce à la vie publique et est membre du conseil municipal de Toulon, où il commandait la garde nationale. Il prend sa retraite le 1er janvier 1853. En 1865, il fonde un lit à l'hôpital d'Ernée, sa ville natale, en exprimant le désir qu'il fût particulièrement affecté aux soldats malades.
Il meurt à Toulon le 3 octobre 1868. Il est enterré au cimetière central de Toulon.

### Baron
Buchet reçoit le titre personnel de baron par lettres patentes du 8 mai 1829. Il s'était marié à Toulon en 1816 avec Mlle Favier de laquelle il laissa deux fils. La famille Buchet possède des alliances avec les familles Colle, et de Rocca-Serra.

## Titres et décorations
- 14 mars 1806 : Légion d'honneur
- 4 mai 1813 : Officier de la légion d'Honneur
- 26 octobre 1814 : Chevalier de l'ordre royal et militaire de Saint-Louis
- 24 juillet 1823 : Commandeur de la légion d'Honneur
- 1823 : Décoré de la croix de 4e classe d'officier de l'Ordre de Saint-Ferdinand d'Espagne
- 8 mai 1829 : Il est élevé au rang de baron
- 27 avril 1834 : Grand officier de la légion d'Honneur.